# 喬爾內 (庫皮揚斯克區)
50°13′7″N 37°25′53″E / 50.21861°N 37.43139°E
喬爾內（烏克蘭語：Чорне）是位於烏克蘭東部的村莊，由哈爾科夫州庫皮揚斯克區的維利胡瓦特卡市鎮負責管轄。該村始建於1699年，面積1.35平方公里，海拔高度146米，2001年人口455，人口密度每平方公里337.3人。